# Kwarta (sport)
Kwarta – jedna z czterech równych części meczu w takich dyscyplinach sportu, jak futbol amerykański, koszykówka czy piłka wodna.

## Czas trwania kwarty

### Koszykówka
W ligach nadzorowanych przez FIBA, kwarta ma 10 minut. Amerykańsko-kanadyjska liga NBA posiada jednak wydłużony czas meczu, grając kwarty 12 minutowe.

### Futbol amerykański
W futbolu amerykańskim kwarty trwają po 15 minut.

### Piłka wodna
W piłce wodnej kwarty trwają po 8 minut.